# Ochthebius nanus
Ochthebius nanus är en skalbaggsart som beskrevs av Stephens 1829. Ochthebius nanus ingår i släktet Ochthebius och familjen vattenbrynsbaggar. Inga underarter finns listade i Catalogue of Life.